# Station Beaulieu Road
Beaulieu Road is een spoorwegstation in Engeland. 